# Супербоул I
Супербоул I (англ. Super Bowl I) — 1-й матч между командами Национальной и Американской футбольных лиг, позднее получивший название Супербоул. Это решающая игра в сезоне 1966 года.
Игра прошла 15 января 1967 года на «Мемориал Колизеум» в городе Лос-Анджелес (штат Калифорния, США).
В матче получили право играть лучшая команда Американской футбольной лиги — «Канзас-Сити Чифс» и Национальной футбольной лиги — «Грин-Бей Пэкерс».
Победу в первом Супербоуле одержал «Грин Бэй», обыграв «Канзас-Сити» 35-10. Квотербек «Пэкерз» Барт Старр был признан самым ценным игроком матча.

## Перед игрой
Лос-Анджелес получил право на проведение Супербоула 1 декабря 1966 года, всего лишь за полтора месяца до игры. Обе лиги невероятно давили друг на друга, стараясь ухудшить моральный дух противника, хотя большинство экспертов ничуть не сомневались в победе Грин-Бэй. Каждый из победивших игроков получал 15 тысяч долларов США, а каждый проигравший 7 500 долларов США. Напряжение перед игрой было практически непереносимым: игрок «Чифс» сказал: «Игроки Чифс были напуганы до смерти. Ребят тошнило в тоннеле».

## Путь к финалу
Канзас-Сити Чифс (Американская Футбольная Лига)
Нападение Канзаса за сезон набрало 448 очков и 2 274 ярда. Все их раннинбеки вошли в десятку лучших игроков на своей позиции. Квотербек команды, Лен Доусон, имел лучший процент удачных пасов (159 из 284 попыток, 56 %). Ресиверы команды, в сумме, имели 2 360 ярдов на приеме. Их защита была одной из самых сильных в лиги.
Грин-Бей Пэкерс (Национальная Футбольная Лига)
Легендарный Винс Ломбарди сделал из «Пэкерс» супер команду. Их квотербек, Барт Старр, имел на пасе 62 % успеха, за сезон набрав 2257 ярдов. Два ресивера имели около двух тысяч ярдов на приеме. Раннинбек набрал 857 ярдов пробегом. Защита также была отличной. В финальной игре чемпионата НФЛ Даллас Ковбойз имел все шансы выйти в Супербоул. Они находились в пределах 10-ярдовой зоны «Пэкерс», но защита Грин-Бэй смогла продержаться и не пропустить тачдаун, который как минимум сравнял бы счет.

## Трансляция
В США игру транслировали CBS и NBC. По состоянию на 2020 год, это последняя решающая игра, которая транслировалась двумя каналами. Обе компании вели серьёзную борьбу за право называться единственным вещателем НФЛ. Записи трансляции были практически полностью уничтожены. Однако компании NFL Films, NFL Network и компания NBC в течение месяцев восстанавливали свои архивы, и смогли по кадрам собрать трансляции Супербоула.

## Ход матча

### Первая четверть
Команды обменяли пантами на своих первых владениях, затем Пэкерс лидировали 7-0. Корнербэк Канзаса Вилли Митчелл, сделал ловлю одной рукой на 23-ярдовую линию, и затем бросил 37-ярдовый тачдаун. На их следующей атаке Руководители Канзаса переместили мяч в 33-ярдовую линию Грин-Бей, но кикер Майк Мерсер промазал 40-ярдовый гол.

### Вторая четверть
В начале второй четверти Канзас-Сити прошел 66 ярдов чтобы сравнять игру на коротком пасе с Кертисом МакКлинтоном от квотербека Лена Доусона. Но «Пэкерз» отреагировали на следующей атаке продвинувшись на 73 ярда вниз по полю, и сделав 14-ярдовый тачдаун квотербека Джима Тейлора.
Доусон сделал 8-ярдовую потерю в первом дауне следующей атаке Канзаса, но потом он четырьмя последовательными розыгрышами набрал 58 ярдов, в том числе 27 ярдовый пас Крису Барфорду. Это установило 31-ярдовый филд гол Мерсера, чтобы сделать счет 14-10 к перерыву.
В перерыве у Чифс появился шанс победить. Многие люди, наблюдающие за игрой, были удивлены тем, насколько близок счет и насколько хорошо играют чемпионы АФЛ. Канзас-Сити на самом деле превзошел Грин-Бэй в общей сложности 181—164 ярда, и у них было 11 первых даунов по сравнению с девятью Пэкерсов

### Третья четверть
На первой игре Канзаса во втором тайме, продвинулись к их собственной 49-ярдовой линии. Но в игре на третьем пасе сильный удар со стороны защитников Дейва Робинсона и Ли Роя Кэфифи. Генри Джордана и Лайонел Олдридж сошлись на Доусоне, который слабо бросил в упор Фреду Арбанасу. Мяч после касание был перехвачен Вилли Вудом. Вуд мчался 50 ярдов к пяти-ярдовой линии Канзас-Сити, где Майк Гарретт схватил его сзади. Это был «самый большой розыгрыш в матче», писал Старр позже. В своей первой игре после перехвата, Элайджа Питтс сделал тачдаун с пяти ярдов. И «Пэкерс» лидируют 21-10.
Тем временем Грин-Бэй вынудил Канзас-Сити выбить мяч из своей собственной дворовой линии после двукратного увольнения Доусона и вернуть мяч с хорошей позицией поля на своей собственной 44-ярдовой линии (несмотря на отсечку штрафа после возвращения Пунта). Макги впоследствии поймал мяч на 40 ярдов и на 56-ярдов в сумме. Всё закончилось 13-ярдовым тачдауном Старра.

### Четвёртая четверть
В половине четвёртой четверти Старр выполнил 25-ярдовый пас Кэрроллу Дейлу и 37-ярдовый пас Макги, переместив мяч в линию 18-ярдов Канзаса. Четыре розыгрыша спустя, Питтс сделал свой второй тачдаун, чтобы закрыть счет, давая лидерство Пэкерс 35-10.